# Józef Dzielicki
Józef Dzielicki (ur. 1941 w Tarnowskich Górach, zm. 10 grudnia 2022) – polski lekarz, specjalista chirurgii, chirurgii dziecięcej i chirurgii klatki piersiowej, naukowiec, nauczyciel akademicki, profesor nauk medycznych.

## Życiorys
Józef Dzielicki urodził się w 1941 roku w Tarnowskich Górach jako syn Stanisława i Marii z domu Ptak. Po edukacji w Szkole Podstawowej nr 1 oraz Liceum Ogólnokształcącym im. Stanisława Staszica w swoim mieście rodzinnym, podjął studia medyczne na Wydziale Lekarskim w Zabrzu Śląskiej Akademii Medycznej, które ukończył w 1966 roku. Po uzyskaniu tytułu lekarza medycyny rozpoczął pracę w Oddziale Chirurgii Szpitala Miejskiego nr 2 w Tarnowskich Górach. W 1969 powołany do służby wojskowej w Gubinie.
Po odbyciu służby Dzielicki rozpoczął pracę w Klinice Chirurgii Szpitala Klinicznego przy ul. 3 Maja w Zabrzu, kierowanej wówczas przez prof. Stanisława Szyszko. W 1974 roku otrzymał stanowisko starszego asystenta tej Kliniki, w 1978 uzyskał specjalizację z zakresu chirurgii ogólnej i chirurgii klatki piersiowej (temat pracy doktorskiej: Torakostomia okienkowa jako sposób leczenia chorych z ropniakiem opłucnej), a w 1979 roku stanowisko adiunkta.
W 1984 roku zorganizował Klinikę Chirurgii Dziecięcej w nowym szpitalu dziecięcym w Zabrzu, kierowanym przez prof. Bożenę Hager-Małecką. W 1990 habilitował się pracą Odległe następstwa tracheostomii u małych dzieci w świetle badań doświadczalnych i klinicznych.
Był autorem i współautorem ponad 150 publikacji z zakresu torakochirurgii, a także 60 prac z zakresu chirurgii małoinwazyjnej, której był pionierem. Wprowadził szereg operacji małoinwazyjnych wykonywanych w Polsce po raz pierwszy, w tym resekcje jelitowe, operacje tarczycy czy operacje usuwania płata płucnego metodą torakoskopową. W latach 1997–2007 kierował Akademickim Centrum Chirurgii Małoinwazyjnej dla Dorosłych i Dzieci, które działało przy Publicznym Szpitalu Klinicznym nr 1 w Zabrzu. W latach 1985–2000 był przewodniczącym Śląskiego Oddziału Polskiego Towarzystwa Chirurgów Dziecięcych, a także długoletnim kierownikiem Kliniki Chirurgii Wad Rozwojowych Dzieci i Traumatologii Śląskiego Uniwersytetu Medycznego.
W 1993 roku uzyskał tytuł profesora Śląskiej Akademii Medycznej, zaś w 2000 roku został profesorem zwyczajnym. Był członkiem Senatu ŚAM (1981–1983) oraz Komisji ds. Rozwoju Kadry Naukowej (1981–1983) i Komisji Dyscyplinarnej dla Studentów (1981–1983), a także konsultantem wojewódzkim w dziedzinie chirurgii dziecięcej na terenie województwa śląskiego (1992–2022).
Miał syna Adama, również lekarza, oraz Dariusza, inżyniera informatyka. Zmarł 10 grudnia 2022 w wieku 81 lat.